# Pseudohemiceras phoenicias
Pseudohemiceras phoenicias är en fjärilsart som beskrevs av George Francis Hampson 1926. Pseudohemiceras phoenicias ingår i släktet Pseudohemiceras och familjen nattflyn. Inga underarter finns listade.